# Světští

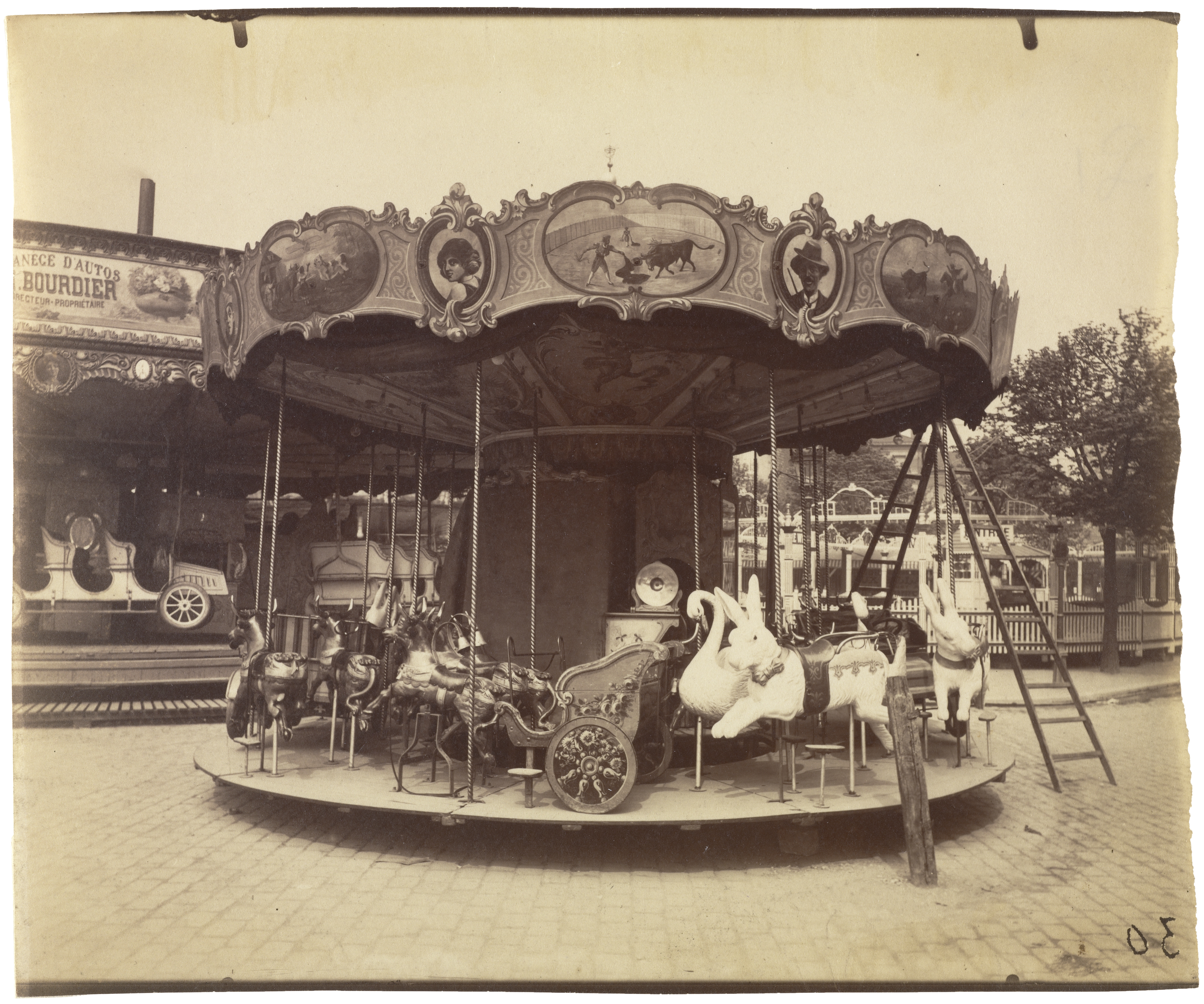
Pouť ve Francii (foto Eugène Atget, 1923)

Světští, též mezi nimi Jauneráci je označení především pro komunitu lidí provozujících zábavní parky, cirkusy či s touto zábavou spojený prodej. Pojmu bývá přisuzován i širší význam. Místem, kde světští tyto aktivity provozují, jsou nejčastěji poutě, festivaly, jarmarky, dny města a jiné místní slavnosti. V širším významu jsou nepřesně označování také jako komedianti, takové označení je pro některé světské považováno za hanlivé.

## Pojem „světští“
Pojem „světští“ nemá přesnou definici a jeho obsah se mění v čase i podle interpreta.
Diplomová práce Karlovy univerzity z roku 2010 se na základě studia literatury i terénního výzkumu pokusila o definici.
| „ | ...světský je příslušníkem rodiny, která si po generace předává dané řemeslo (míní se především provozovatelé zábavních parků, lidově kolotočáři a cirkusové rody) s tím, že rodina má mezi svými předky potulné loutkáře, komedianty a provozovala někdy v minulosti kolotoče lunapark nebo cirkusy, pokud jej neprovozuje dodnes. Zakládají si na rodinné historii, tradicích a dodržování pravidel. | “ |

V minulosti měl obdobný význam výraz světák, nazývající tak potulné loutkáře, komedianty, koňské handlíře, kramáři, podomní obchodníci či hudebníky. Tak ho např. použil Karel Klostermann v románu Světák z Podlesí.

## Zobrazení života světských v českém umění (příklady)

### Film
- Cirkus bude! (1954), Cirkus jede! (1960), Šest medvědů s Cibulkou (1972), Cirkus v cirkuse (1975) – vše režie Oldřich Lipský
- Lidé z maringotek (1966) – režie Martin Frič

### Televize
- Cirkus Humberto (1980) – televizní seriál, režie František Filip
- Pouť (2018) – seriál, scénář Petr Kolečko

### Výtvarné umění
- Obrazy Františka Tichého s náměty z cirkusů a varieté

### Hudba a divadlo
- Bedřich Smetana: Prodaná nevěsta (třetí jednání)
- Písně v interpretaci Hany Hegerové: Dnes naposled (hudba Jiří Šlitr, text Pavel Kopta), Obraz Doriana Graye (hudba Petr Hapka, text Petr Rada)

## Některé světské rody a známé osobnosti
Známé jsou zejména tradiční rody, např.
Aleš, Berousek, Dubský, Hájek, Procházka, Spilka, Flaks, Hanuš, Hubený, Pflegr, Šalman, Navrátil, Kaiser, Kludský, Kellner, Šimek, Lagron, Tříška, Vocásek, Helfer, Janeček, Kopecký, Štaubert, Burian, Bradáč, Kolomazníček, Ruml, Rössler Turin, Wegschmied a celé řady dalších.
Mezi všeobecně známé osobnosti z řad světských patří například Matěj Kopecký, Rudolf Kaiser.
Z rodiny světských pocházejí například skladatel a zpěvák Michal David, Jarek Šimek. Únosci bratranci Barešovi.

## Hantýrka
Zdroje často citují jako doklad zvláštního jazyka světských („hantýrky“) starší publikace Jaroslava Podzimka Slovníček „Světská hantýrka“ (vyšlo nákladem časopisu „Bezpečnostní služba“ v roce 1936), či Františka Oberpfalzera Argot a slangy (Československá vlastivěda, 1937).
Výzkum ukazuje, že tento argot světských je živý a předává se dalším generacím.

## Politika
O zastoupení v komunální politice se v roce 2018 pokusila politická strana Jauner, jejíž kandidáti pocházeli z řad světských. V komunálních volbách nezískala žádný mandát.